# Campeonato Africano de Hóquei em Patins de 2019
O Campeonato Africano de Hóquei em Patins é a principal competição de Hóquei em Patins ao nível de Países que se vai realizar em África pela primeira vez. É organizado pela World Skate Africa – Rink Hockey. Decorrerá em Angola  entre os dias 8 a 10 de março e qualificará para os Jogos Mundiais de Barcelona em 2019. 
De acordo com algumas regras, decretadas pela World Skate, os apuramentos, à semelhança de outras modalidades, passam a ser garantidos através de eliminatórias continentais.

## Países participantes
A primeira edição do campeonato africano, a decorrer  no pavilhão multiuso do Kilamba,em Luanda de 8 a10 de Março, contará com apenas três selecções. Segundo fonte da organização, a selecção da África do Sul deveria confirmar a sua presença até a tarde de segunda -feira, o que não aconteceu. Os sul-africanos alegam indisponibilidade financeira para disputarem a prova de apuramento aos jogos mundiais da patinagem agendados para Barcelona ( Espanha) de de 04 a 14 de Julho próximo.
 Angola
 Moçambique
 Egito

## Convocados
| Angola                  | Angola              |                            | Moçambique               | Moçambique |
| Nome                    | Clube               | Nome                       | Clube                    |            |
| ----------------------- | ------------------- | -------------------------- | ------------------------ | ---------- |
| Francisco "Xico" Veludo | Vercelli            | Carlos Silva               | Diessbach                |            |
| Estevão Dala            | Marinha             | Alfredo Mandlate “Fedinho” | Desportivo               |            |
| André Centeno           | Valdagno            | Bruno Pinto "Serôdio"      | Riba d'Ave               |            |
| Adilson Diogo "Pi"      | Académica de Luanda | Rafael Elias               | Desportivo               |            |
| Francisco Luís "Guedes" | 1.º de Agosto       | Manfrede Calange           | Ferroviário              |            |
| Anderson Silva "Nery"   | 1.º de Agosto       | Filipe Nabais              | GD Sesimbra              |            |
| Argentino Agostinho     | Académica de Luanda | Kevin Pimentel             | Desportivo               |            |
| Martin Payero           | Liceo               | Filipe Vaz                 | SC Marinhense            |            |
| Humberto Mendes "Big"   | Noya                | Pedro Pimentel Jr.         | Desportivo               |            |
| João Pinto "Mustang"    | Sporting CP         | Ivan Esculudes             | Estrela Vermelha         |            |
| Sérgio Lukukurico       | 1.º de Agosto       | Mário Rodriguez            | Sport Alenquer e Benfica |            |
| Treinador               | Fernando Falle      | Treinador                  | Pedro Nunes              |            |

## Grupo de Apuramento
| Seleções   | Pts | J | V | E | D | GM | GS | DG  | Qualificação          |
| ---------- | --- | - | - | - | - | -- | -- | --- | --------------------- |
| Angola     | 4   | 2 | 2 | 0 | 0 | 35 | 3  | 32  | Campeonato do Mundo   |
| Moçambique | 2   | 2 | 1 | 0 | 1 | 15 | 7  | 8   | Taça Intercontinental |
| Egito      | 0   | 2 | 0 | 0 | 2 | 2  | 42 | -40 | Taça Challenger       |

### Jogos
| 8 Março 2019 | Egito | 0 - 30    | Angola | Pavilhão Multiusos do Kilamba, Luanda           |
| 18h00        |       | Relatório | 7 João Pinto · 5 Anderson Silva "Nery" · 5 André Centeno · 4 Humberto Mendes “ Big” · 4 Martin Payero · 3 Sérgio Lukukurico · 2 Argentino Agostinho "Tino Boy" | Árbitro: Ricardo Leão Paulo Rainha Jaime Vieira |

| 9 Março 2019 | Moçambique                                                                         | 12 - 2    | Egito          | Pavilhão Multiusos do Kilamba, Luanda |
| 17h00        | 5 Mário Rodrigues · Bruno Pinto · Pimentel · Filipe Vaz · Filipe Nabais · Manfrede | Relatório | 2 Khaled Ahmed |                                       |

| 10 Março 2019 | Angola                                                                                      | 5 - 3     | Moçambique                                 | Pavilhão Multiusos do Kilamba, Luanda             |
| 17h00         | Anderson Silva "Nery" · Humberto Mendes “ Big” · André Senteno · Martin Payero · João Pinto | Relatório | Filipe Vaz · Mário Rodrigues · Bruno Pinto | Público: 5 000 Árbitro: Jaime Vieira Ricardo Leão |

### Sítios Angolanos
- Federação Angolana de Hóquei Patins
- ANGOP, Angência Angola Press com atualidade do Hóquei Patins neste País
- Jornal de angola
- Sapo Desporto
- Jornal dos Desportos

### Sítios Moçambicanos
- Federação Moçambicana de Patinagem
- Jornal de Notícias de Moçambique com actualidade do Hóquei Patins neste País
- O Pais
- Sapo Desporto

### Internacional
- rinkhockey.net
- HóqueiPatins.pt
- Plurisports
- Hoqueipt
- Hardballhock-World Roller Hockey
- Inforoller World Roller Hockey